# Escauberes
Escauberes és un paratge del terme municipal de Conca de Dalt, a l'antic terme de Toralla i Serradell, al Pallars Jussà, en territori del poble de Toralla. Està situat al sud-oest del poble de Toralla, a la dreta de la llaueta del Canemàs. És a ponent de la partida d'Escanemàs, al nord-oest de la de Baldoses, al sud de lo Seixet, al sud-est de la Font d'Ou i al nord de la Serra de Mateu.